# Józef Krzyżanowski (1865–1950)

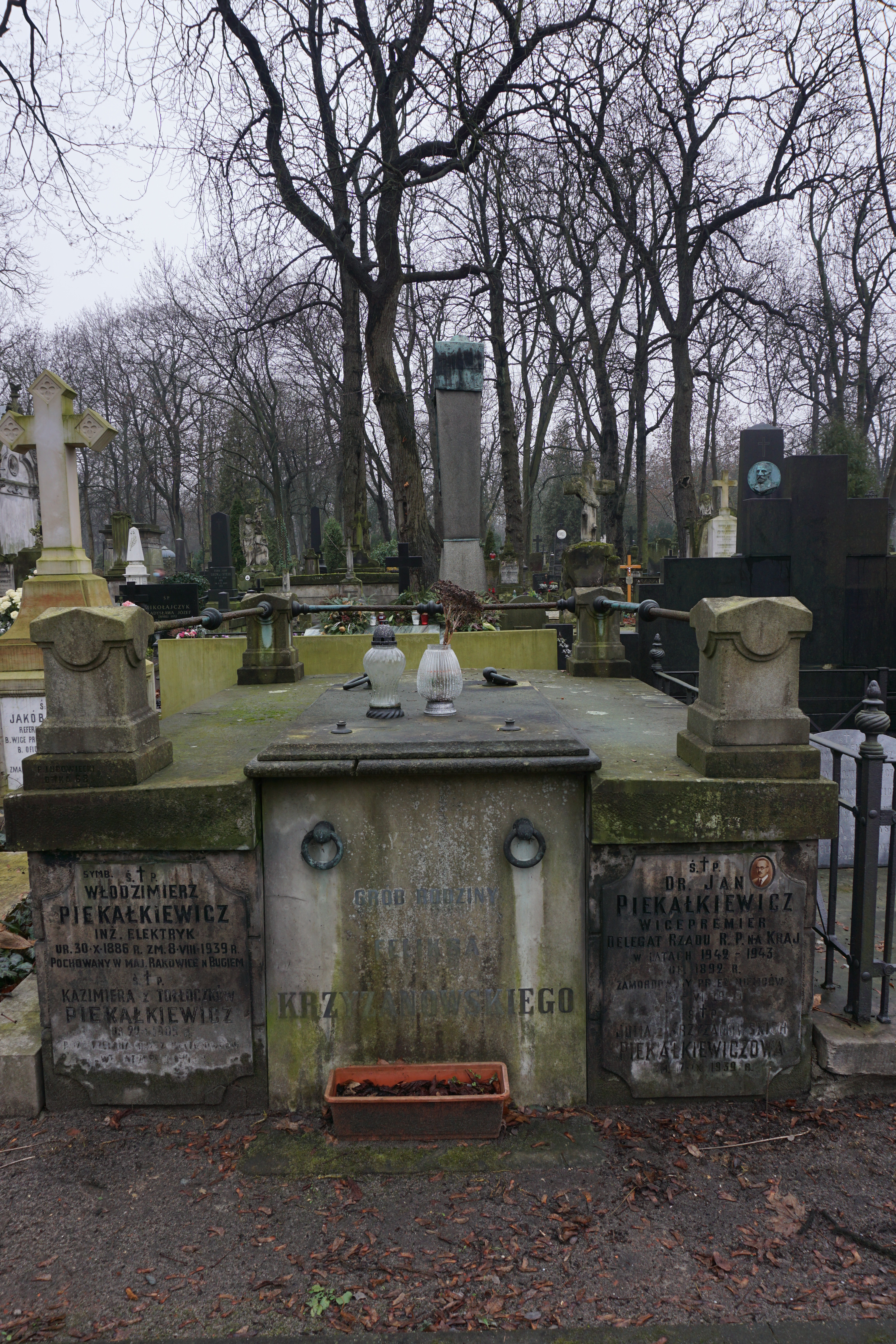
Grób Józefa Krzyżanowskiego na cmentarzu Powązkowskim

Józef Krzyżanowski (ur. 1 sierpnia 1865, zm. 17 grudnia 1950) – polski inżynier.

## Życiorys
Urodził się 1 sierpnia 1865. Uzyskał tytuł inżyniera.
Pełnił funkcję dyrektora jednego z największych zakładów metalurgicznych w Imperium Rosyjskim, a w czasie I wojny światowej kierował budową wytwórni amunicji w Carycynie i na Uralu
Od lipca 1922 sprawował funkcję dyrektora generalnego Centralnego Zarządu Wytwórni Wojskowych, powołanego 29 kwietnia 1922. W czerwcu 1926 został członkiem założycielem spółki akcyjnej „Fabryka przędzy i tkanin sztucznych Chodaków”.
Charakter funkcjonowania oraz działanie władz CZWW, w tym samego J. Krzyżanowskiego, stał się przedmiotem krytyki. Józef Krzyżanowski występował w obronie państwowego przemysłu wojennego i opowiadał się przeciwko powierzeniu produkcji zbrojeniowej przedsiębiorstwom prywatnym. Rozporządzenie Prezydenta RP z 17 marca 1927 wydzieliło przedsiębiorstwa państwowe, w tym branży zbrojeniowej, i poddało komercjalizacji. Ustąpił ze stanowiska dyrektora CZWW w kwietniu 1927 (rezygnacja miała związek także z budową Państwowej Wytwórni Prochu w Zagożdżonie. W miejsce CZWW powstały Państwowa Wytwórnię Prochów i Materiałów Kruszących i Państwowe Wytwórnie Uzbrojenia.
Zmarł 17 grudnia 1950. Został pochowany na cmentarzu Powązkowskim w Warszawie w grobowcu rodziny Piekałkiewicz (został tam także pochowany Jan Piekałkiewicz) (kwatera 25-1-14,15).

## Ordery i odznaczenia
- Krzyż Komandorski Orderu Odrodzenia Polski (230 kwietnia 1927)[11][12]